# Buzet (AOC)
Pour les articles homonymes, voir Buzet.
Le buzet est un vin français d'appellation d'origine contrôlée produit sur une partie du Lot-et-Garonne, autour de Buzet-sur-Baïse. Le cahier des charges a été homologué par décret du 11 octobre 2011.

## Histoire

### Moyen Âge
Au Moyen Âge, un bourg s’est développé autour du château, sur l’éperon rocheux qui domine la vallée du ruisseau de Bénac et la vallée de la Baïse. Il y avait vraisemblablement plusieurs châtelains (des co-seigneurs) qui possédaient chacun un bâtiment : pour l’un il reste la tour dans le parc du château actuel et pour l’autre un château à l’origine de type « gascon » qui correspond au corps de logis situé entre les deux tours du XVe siècle.
À la fin du Moyen Âge, il n’y avait plus qu’un seul seigneur qui a modernisé le château en lui ajoutant les deux tours puis une autre tour-escalier sur la façade sud et au XVIIIe siècle deux ailes aujourd’hui disparues. Ce sont les familles Flamarens, Beaumont puis Noailles qui jusqu’en 1929 ont occupé le château de Buzet (actuellement propriété privée).

### Période moderne
Vraisemblablement à partir de la fin des guerres de religion, le petit hameau de vignerons situé au bord du ruisseau de Bénac (ruisseau de la Paix) s’est développé. Le bourg de Lagravère est progressivement devenu plus peuplé que le bourg du haut qui fut abandonné entre 1830 et 1860. Les châtelains ont d’ailleurs racheté toutes les maisons qui restaient ainsi que l’ancien hôtel-de-ville et l’église paroissiale pour créer un superbe parc paysager.

### Période contemporaine
Les Buzéquais ont donc développé Lagravère en y bâtissant un nouvel hôtel-de-ville (1838), un presbytère (1858) et une église (terminée en 1858 et consacrée en 1862). C’est donc un village rue aux maisons assez simples datant pour la plupart du XIXe siècle. Le creusement du canal latéral à la Garonne (inauguré en 1856) a quelque peu modifié le paysage de Buzet mais a surtout permis le développement des activités commerciales déjà importantes grâce à la Baïse.
L’activité principale a toujours été la viticulture ce dont attestent les documents d’archives ainsi que la carte de Belleyme (fin du XVIIIe siècle). Buzet est désormais connu dans le monde entier grâce à la cave coopérative des Vignerons de Buzet qui a vu le jour dans les années cinquante grâce à la volonté d’une poignée de viticulteurs ayant voulu s’affranchir de la tutelle des négociants. C’est une réussite autant qualitative que commerciale, au-delà des espérances de ses créateurs. L'appellation d'origine contrôlée fut obtenue par le décret du 19 avril 1973. Le cahier des charges a été modifié en avril 2025.

## Situation géographique
La zone géographique se situe en Gascogne, dans le département de Lot-et-Garonne à proximité de la confluence des rivières de la Garonne et du Lot. Délimité par la Garonne et les limites de la grande forêt des Landes, le vignoble s'étend actuellement sur un peu plus de 1 900 hectares en production.

### Géologie
Les sols développés sur les calcaires gris sont des sols bruns calciques peu épais et bien drainés. Les sols
développés sur les molasses aquitaniennes sont plus profonds et portent le nom local de "terrefort" avec
une teneur en argile variable et une bonne alimentation en eau.
Les sols développés sur les terrasses moyennes sont des sols podzolisés de type boulbènes. Lorsque la partie supérieure du sol est décapée, l’horizon d’accumulation riche en argile et oxyde de fer apparaît et donne des sols particuliers de teinte rouge baptisés "rougets". Les sols développés sur les terrasses
supérieures, sur les parties sommitales des coteaux, sont constitués de dépôts argilo-graveleux affleurant
en mélange avec une fraction fine limoneuse d’origine éolienne.

### Climatologie
Le terroir viticole du Pays d'Albret se situe dans la zone climatique océanique. Mais il s'agit d'un climat océanique dégradé avec une amplitude thermique annuelle plus marquée et des précipitations moins abondantes que sur le littoral aquitain. De plus, à la différence du littoral, le printemps (surtout à sa fin) y est plus arrosé que l'hiver. Les vents dominants sont d'ouest sans être exclusifs.
| Donnée climatique | Lot-et-Garonne (Agen) | Moyenne nationale |
| ----------------- | --------------------- | ----------------- |
| Insolation        | 1 984 heures          | 1 973 heures      |
| Précipitations    | 716 millimètres       | 770 millimètres   |
| Brouillard        | 70,6 jours            | 40 jours          |
| Orage             | 30 jours              | 22 jours          |
| Neige             | 4,8 jours             | 14 jours          |

| Mois                              | jan. | fév. | mars | avril | mai  | juin | jui. | août | sep. | oct. | nov. | déc. | année |
| --------------------------------- | ---- | ---- | ---- | ----- | ---- | ---- | ---- | ---- | ---- | ---- | ---- | ---- | ----- |
| Température minimale moyenne (°C) | 3,1  | 4,5  | 5    | 6,7   | 10,6 | 13,2 | 15,4 | 15,1 | 13   | 10,6 | 4    | 6,6  | 8,2   |
| Température moyenne (°C)          | 5,1  | 6,7  | 8,6  | 11,3  | 14,8 | 18,2 | 20,8 | 20,8 | 18   | 14   | 5,6  | 8,6  | 12,6  |
| Température maximale moyenne (°C) | 8,5  | 10,8 | 13,6 | 16,4  | 20,2 | 23,8 | 26,9 | 26,2 | 24,1 | 19   | 8,8  | 12,5 | 17,6  |

## Vignoble

### Présentation
Le vignoble s'étend sur 27 communes de : Ambrus, Anzex, Barbaste, Bruch, Buzet-sur-Baïse, Calignac, Caubeyres, Damazan, Espiens, Feugarolles, Lavardac, Leyritz-Moncassin, Moncaut, Montagnac-sur-Auvignon, Montesquieu, Mongaillard, Nérac, Pompiey, Puch-d'Agenais, Razimet, Sainte-Colombe-en-Bruilhois, Saint-Léon, Saint-Pierre-de-Buzet, Sérignac-sur-Garonne, Vianne, Villefranche-du-Queyran et Xaintrailles.

### Encépagement
Les cépages utilisés sont :
- cépages blancs : muscadelle, sauvignon et sémillon
- cépages rouges : cabernet-franc, cabernet sauvignon, côt et merlot.

### Méthodes culturales
La densité minimale des vignes à la plantation de 4 000 pieds par hectare. L’écartement entre les rangs ne peut être supérieur à 2,50 mètres. Chaque pied dispose d’une superficie maximale de 2,50 mètres carrés. Afin de préserver les caractéristiques du milieu physique et biologique qui constitue un élément fondamental du terroir, les herbicides de pré-levée sont localisés sous le rang et appliqués avec des matériels assurant une localisation précise. Le rendement (visé à l’article D. 645-7 du code rural et de la pêche maritime) est fixé à 55 hectolitres par hectare.

### Commercialisation

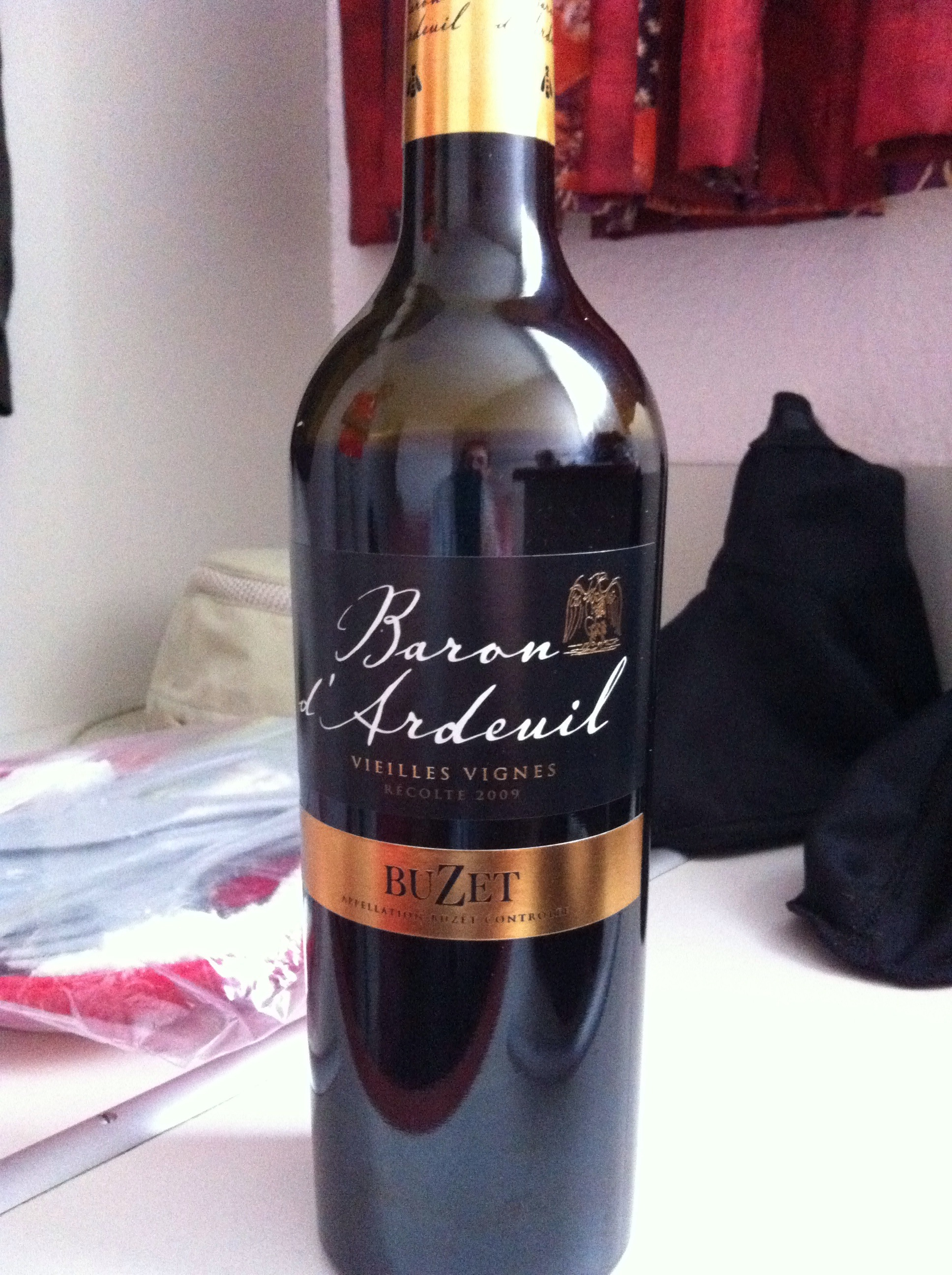
AOC Buzet.
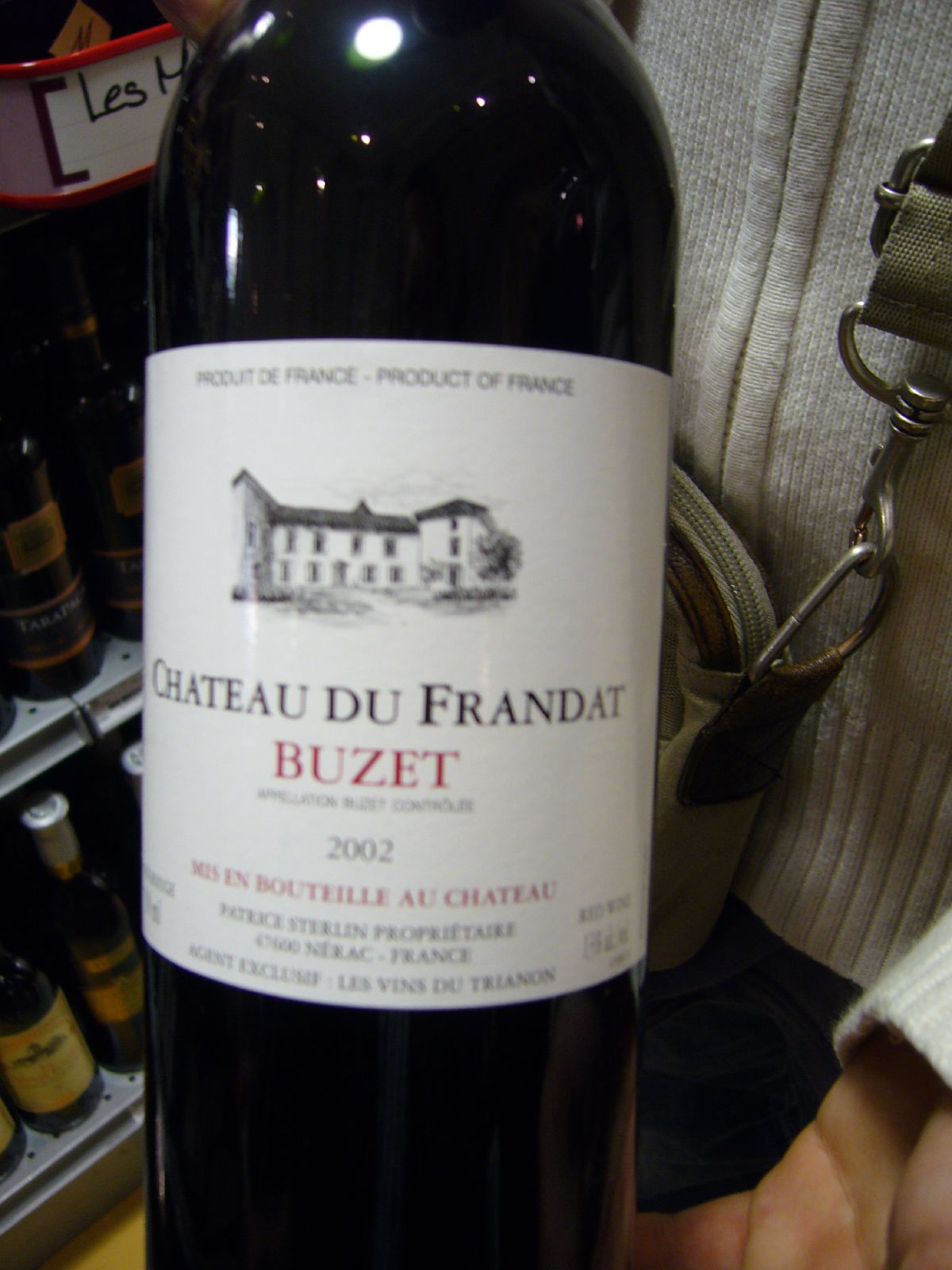
AOC Buzet, mise en bouteille au château.
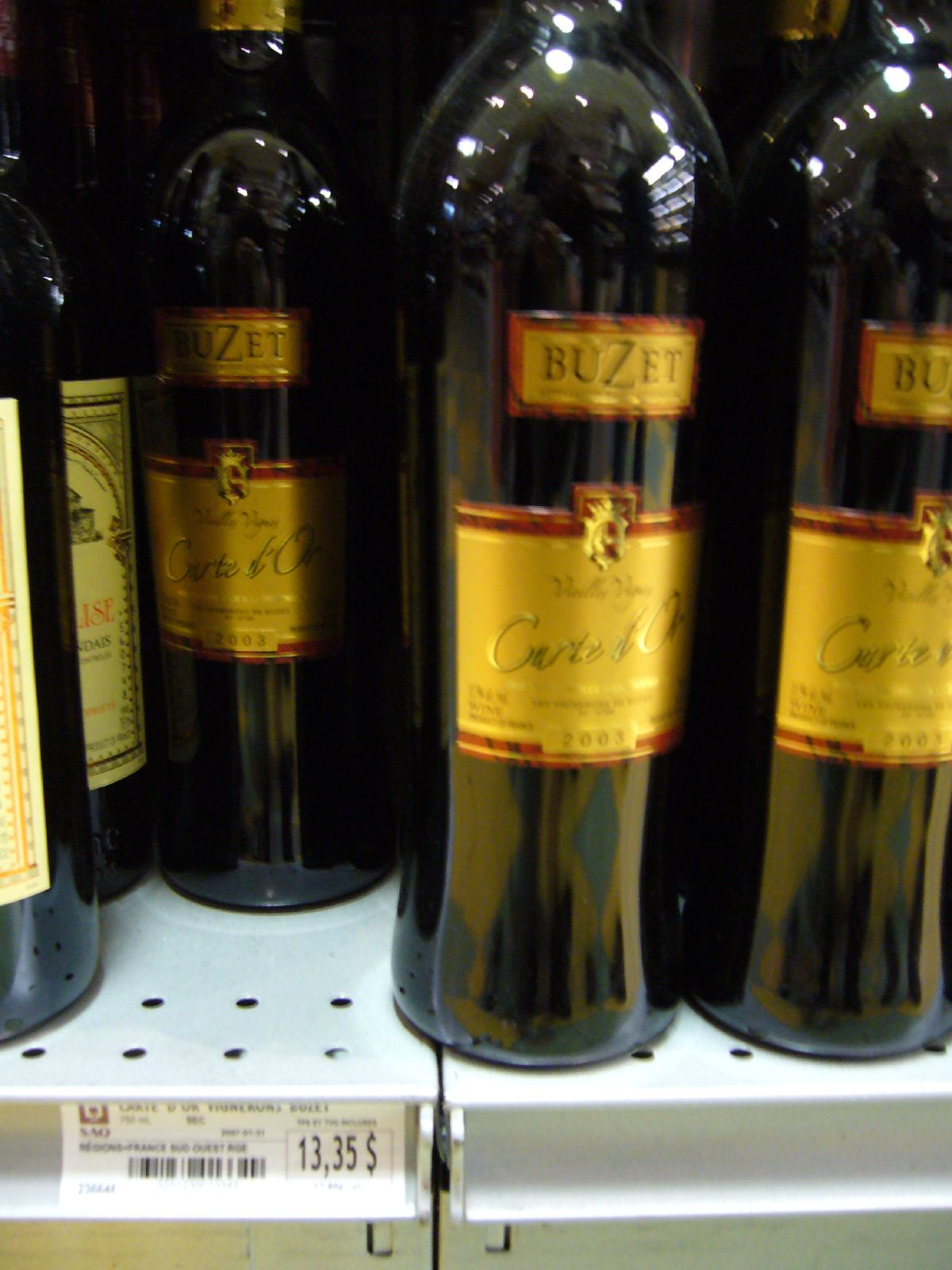
AOC Buzet sur un linéaire.

Il est possible de trouver du vin d'AOC Buzet dans tous les circuits de distribution. La coopérative des Vignerons de Buzet représente 94 % des ventes de l'AOC et distribue la majorité de ses volumes sur le marché national.